# Linfohistiocitosis hemofagocítica
La linfohistiocitosis hemofagocítica es una enfermedad rara y de pronóstico grave, que afecta principalmente a niños.

## Etiología
La causa exacta se desconoce, aunque existen formas hereditarias en las que se han identificado mutaciones en el cromosoma 10q21-22, donde está localizado el gen que codifica la perforina.

## Fisiopatología
Se caracteriza por proliferación incontrolada de linfocitos T activados y macrófagos que segregan gran cantidad de linfoquinas, produciéndose el fenómeno de hemofagocitosis, las células que proliferan no son malignas, es decir la enfermedad no tiene relación alguna con el cáncer. Los órganos afectados son principalmente la médula ósea, hígado, bazo y sistema nervioso central.

## Cuadro clínico
Los síntomas consisten en fiebre, aumento de tamaño del hígado (hepatomegalia) y bazo (esplenomegalia), así como la aparición de exantema en la piel, derrame pleural, presencia de líquido en la cavidad abdominal (ascitis), tendencia a la producción de hemorragias y afectación del sistema nervioso central.

## Clasificación
Existen dos formas de la enfermedad:
- la forma primaria, que es hereditaria según un patrón autosómico recesivo y suele presentarse durante la infancia, desencadenada por la presencia de una infección por virus.
- la forma secundaria, los síntomas pueden aparecer a cualquier edad, afectando principalmente a personas que presentan deficiencias en la inmunidad, trastornos autoinmunes o cáncer, en muchas ocasiones el factor desencadenante es una infección por el Virus de Epstein-Barr, citomegalovirus, leishmania o parvovirus B19.[1][2]